# Cavariella pastinacae
Cavariella pastinacae är en insektsart som först beskrevs av Carl von Linné 1758.  Cavariella pastinacae ingår i släktet Cavariella och familjen långrörsbladlöss. Arten är reproducerande i Sverige. Inga underarter finns listade i Catalogue of Life.